# Erik Aaes
 (septembre 2015).
Si vous disposez d'ouvrages ou d'articles de référence ou si vous connaissez des sites web de qualité traitant du thème abordé ici, merci de compléter l'article en donnant les références utiles à sa vérifiabilité et en les liant à la section « Notes et références ».
Erik Aaes est un chef décorateur danois de cinéma né le 27 avril 1899 et mort le 19 mars 1966. Il est considéré comme un des meilleurs décorateurs de son époque, travaillant pour Carl Theodor Dreyer, Jean Renoir, Alberto Cavalcanti. Il était une figure exceptionnelle dans les coulisses du théâtre et du cinéma scandinaves.

## Biographie
Eric Aaes a étudié à la Danish Naval Academy et à l’École d’art en étant en même temps assistant dans la société de production cinématographique et de distribution de films danoise Nordisk Film et au théâtre Folketeatret à Copenhague. Il a travaillé aussi comme assistant du réalisateur Svend Gade pendant le tournage de Hamlet (1921) à Berlin et au Musée des arts décoratifs de Berlin.
Au cours des années 1920, Aaes a travaillé comme designer dans le théâtre de Berlin. Puis il a accepté la proposition de travailler à Paris et concevoir des décors de films d'avant-garde pour des réalisateurs comme Alberto Cavalcanti et Jean Renoir,.
En 1933 Aaes est revenu au Danemark et a continué à travailler au cinéma et au théâtre en Europe et à l'étranger.

## Filmographie

### Département artistique

#### Cinéma
- 1957 : Call-Girls d'Arthur Maria Rabenalt (non crédité)

### Directeur artistique

#### Cinéma
- 1926 : Feu Mathias Pascal de Marcel L'Herbier
- 1927 : Yvette d'Alberto Cavalcanti
- 1928 : En rade  d'Alberto Cavalcanti
- 1929 : Le Capitaine Fracasse d'Alberto Cavalcanti et Henry Wulschleger
- 1937 : Plat eller krone
- 1938 : Balletten danser
- 1939 : Den gamle præst
- 1940 : Vagabonden
- 1941 : En forbryder
- 1942 : Baby på eventyr
- 1942 : Ballade i Nyhavn
- 1943 : Jour de colère (Dies irae) de Carl Theodor Dreyer
- 1943 : Erik Ejegods pilgrimsfærd
- 1943 : Mine kære koner
- 1944 : Familien Gelinde
- 1945 : I gaar og i morgen
- 1946 : La Lettre de Johan Jacobsen
- 1947 : Hatten er sat
- 1947 : Lykke paa rejsen
- 1947 : My Name Is Petersen
- 1948 : Hvor er far? de Charles Tharnæs
- 1949 : Din fortid er glemt
- 1950 : I gabestokken
- 1951 : Dorte
- 1953 : Det gælder livet
- 1953 : Hejrenæs
- 1955 : Ild og jord
- 1957 : Hidden Fear
- 1960 : Herr Puntila und sein Knecht Matti
- 1962 : Weekend de Palle Kjærulff-Schmidt
- 1963 : Un dimanche de septembre (En Söndag i september) de Jörn Donner

#### Courts-métrages
- 1927 : La P'tite Lili de Alberto Cavalcanti
- 1928 : La Petite Marchande d'allumettes de Jean Renoir et Jean Tedesco

### Décorateur

#### Cinéma
- 1928 : Tire-au-flanc de Jean Renoir
- 1935 : Bag Københavns kulisser
- 1938 : Under byens tage
- 1939 : Elverhøj
- 1939 : En lille tilfældighed
- 1941 : Peter Andersen
- 1941 : Tag det som en mand
- 1941 : Tak fordi du kom, Nick
- 1941 : Tante Cramers testamente
- 1941 : Tobiasnætter
- 1941 : Wienerbarnet
- 1942 : Et skud før midnat
- 1942 : Naar bønder elsker
- 1942 : Natekspressen P903
- 1942 : Regnen holdt op
- 1942 : Ta' briller på
- 1942 : Vi kunde ha' det saa rart
- 1943 : Møllen
- 1943 : Jour de colère de Carl Theodor Dreyer
- 1943 : Som du vil ha' mig
- 1944 : De tre skolekammerater
- 1944 : Det kære København
- 1944 : Det store ansvar
- 1944 : Otte akkorder
- 1945 : Mens sagføreren sover
- 1945 : The Invisible Army
- 1946 : Far betaler
- 1948 : Calle og Palle
- 1948 : Kristinus Bergman
- 1949 : Calvaire d'un enfant
- 1949 : Den stjaalne minister
- 1949 : For frihed og ret
- 1949 : Lejlighed til leje
- 1950 : Lyn-fotografen
- 1950 : Mosekongen
- 1950 : Smedestræde 4
- 1951 : Hold fingrene fra mor
- 1951 : Vores fjerde far
- 1952 : Avismanden
- 1952 : Kærlighedsdoktoren
- 1952 : Ta' Pelle med
- 1953 : Min søn Peter
- 1954 : Et eventyr om tre
- 1954 : Sukceskomponisten
- 1955 : Escape from Terror
- 1955 : Gengæld
- 1955 : La Parole de Carl Theodor Dreyer
- 1955 : Mod og mandshjerte
- 1956 : Den kloge mand
- 1956 : Tante Tut fra Paris
- 1957 : Amor i telefonen
- 1957 : Der var engang en gade
- 1957 : Night Girls
- 1957 : Sønnen fra Amerika
- 1958 : Der Mann, der nicht nein sagen konnte
- 1958 : Det lille hotel
- 1958 : Mor skal giftes
- 1959 : La Grenouille attaque Scotland Yard d'Harald Reinl
- 1960 : Den sidste vinter
- 1960 : Frihedens pris
- 1960 : Gymnasiepigen
- 1960 : Scotland Yard contre Cercle rouge
- 1961 : Gøngehøvdingen
- 1961 : Harry et son valet
- 1961 : Komtessen
- 1961 : Ullabella
- 1962 : Lykkens musikanter
- 1962 : Weekend de Palle Kjærulff-Schmidt
- 1963 : Dronningens vagtmester de Johan Jacobsen
- 1963 : Sekstet d'Annelise Hovmand
- 1964 : Tine de Knud Leif Thomsen
- 1965 : Flådens friske fyre de Finn Henriksen (non crédité)
- 1965 : Jensen længe leve de Lau Lauritzen
- 1965 : Moi, une femme de Mac Ahlberg
- 1966 : La Faim de Henning Carlsen

#### Courts-métrages
- 1949 : Palle Alone in the World